# Механізм Чебишова

Механізм Чебишова

Механізм Чебишова (прямило Чебишова) — це шарнірний чотириланковий механізм, що перетворює обертальний рух у рух, наближений до прямолінійного.
Запропонований у 19 столітті російським математиком Пафнутієм Чебишовим, що займався теоретичними дослідженнями проблем кінематики механізмів. Однією з них була проблема перетворення обертального руху в рух, наближений до прямолінійного у парових машинах, де на той час використовувався паралелограм Ватта.
Прямолінійний рух виконує точка P на ланці L3, що розташована посередині між двома точками шарнірного сполучення даного чотириланкового механізму. Позначення ланок L1, L2, L3, і L4 видно з рисунка.  При русі ланок у діапазоні, що реалізований на рисунку, точка Р здійснює прямолінійний рух, далі траєкторія відхиляється від прямолінійної. Співвідношення між довжинами ланок наступні:
{\displaystyle L_{1}:L_{2}:L_{3}=2:2.5:1=4:5:2.\,}
Наведені співвідношення показують, що ланка L3 у крайніх положеннях розміщується вертикально.
Довжини пов'язані математично наступним співвідношенням:
{\displaystyle L_{4}=L_{3}+{\sqrt {L_{2}^{2}-L_{1}^{2}}}.\,}
До інших механізмів, що призначені для перетворення обертового руху у прямолінійний відносяться:
- кривошипно-шатунний механізм;
- механізм Хойкена;
- механізм Ватта
- механізм Ліпкіна-Посельє;
- механізм Кланна;
- кулачковий механізм та ін.